# ジェット・ローラー・コースター
『ジェット・ローラー・コースター』（原題：Rollercoaster）は、1977年制作のアメリカ合衆国のサスペンス映画。

## 概要
『刑事コロンボ』のスタッフが制作し、音響効果に『大地震』や『ミッドウェイ』と同じセンサラウンド方式を採用した。
ジョージ・シーガル、ヘンリー・フォンダ、リチャード・ウィドマーク、ティモシー・ボトムズらが出演。ヘレン・ハントとスティーヴ・グッテンバーグは本作が映画初出演。
当初はロック・バンドのキッスが出演予定だったが交渉が不調に終わったので、代役としてスパークスが出演した。

## あらすじ
ノーフォークとピッツバーグの遊園地でローラーコースターが爆破され死傷者が出る事件が相次いで起こった。企画安全省の担当官ハリーは上司サイモンの反対を押し切ってFBIのホイト捜査官と共に事件を追う。
全米の遊園地5つに対して「現金100万ドルを支払わなければ、ローラーコースターを爆破する」という脅迫電話があり、ハリーが金の引き渡し役に指名された。大勢の行楽客で沸く巨大遊園地で捜査陣の見守る中、金は犯人の手に渡る。だがそれは暗号の入った使用不可能の札束だった。怒り狂った犯人はハリーに次の爆破を予告する。

## キャスト
| 役名                   | 俳優                                          | 日本語吹替 | 日本語吹替 | 日本語吹替 |
| 役名                   | 俳優                                          | 日本テレビ版 | ソフト版   |            |
| ---------------------- | --------------------------------------------- | --- | ---------- | ---------- |
| ハリー・コールダー     | ジョージ・シーガル                            | 小林勝彦 | 原康義     |            |
| ホイトFBI捜査官        | リチャード・ウィドマーク                      | 森山周一郎 | 菅生隆之   |            |
| 若い男                 | ティモシー・ボトムズ                          | 東富士郎 | 鉄野正豊   |            |
| サイモン・ダベンポート | ヘンリー・フォンダ                            | 内田稔 | 小林清志   |            |
| キーファー警部         | ハリー・ガーディノ                            | 千葉耕市 | 辻親八     |            |
| フラン                 | スーザン・ストラスバーグ                      | 朝井良江 | 玉川砂記子 |            |
| トレイシー・コールダー | ヘレン・ハント                                | 冨永みーな | 本名陽子   |            |
| ベニー                 | ハリー・デイビス                              | 宮内幸平 |            |            |
| 配達人                 | スティーヴ・グッテンバーグ （クレジットなし） | 塩屋翼 |            |            |
| 不明 その他            | クレイグ・ワッソン他                          | 喜多川拓郎 屋良有作 片岡富枝 仲木隆司 田中美由喜 宮崎恵子 徳丸完 小滝進 三枝みち子 上田敏也 渡辺晃三 大久保正信 亀井三郎 水鳥鉄夫 佐久間あい 藤本譲 丸山裕子 平林尚三 山本千鶴 鈴木博 |            |            |
|                        |                                               | |            |            |
| 演出                   | 演出                                          | 鳥海俊材 |            |            |
| 翻訳                   | 翻訳                                          | 大野隆一 |            |            |
| 効果                   | 効果                                          | PAG |            |            |
| 調整                   | 調整                                          | 栗林秀年 |            |            |
| 制作                   | 制作                                          | グロービジョン |            |            |
| 解説                   | 解説                                          | 水野晴郎 |            |            |
| 初回放送               | 初回放送                                      | 1981年10月28日 『水曜ロードショー』 |            |            |

※2017年11月2日発売のブルーレイにはDVD版に加え、日本テレビ版の日本語吹替を収録。

## 脅迫事件
日本では1977年7月16日から上映中だったが、21日になって「ジェット・ローラー・コースターの上映を即刻中止せよ」「無視されれば対抗手段としてテロなどの実力行使をもってする以外にはない」と上映中止を求める脅迫のハガキが投函された。宛先は配給を担当したCIC関西支社と興行を行う東宝系の都内の3映画館。警視庁の調べでは「関係各機関からの自粛の訴えを黙視したことは絶対に許せない」との文面があったが、本作にはそのような訴えはなく、同じCIC配給で30日から公開予定の『ブラック・サンデー』が7月初旬の試写会の後、中東諸国の大使から「内容が偏向しているため、上映を中止して欲しい」と要望があったことが判明し、本作と混同したものだろうと考えられた。興行を行う東宝は『ブラック・サンデー』は上映中止にし、本作はそのまま上映が続行された。
2011年2月5日、『ブラック・サンデー』が第2回「午前十時の映画祭」の上映作品に選ばれ、日本で初めて正式に映画館で上映された。
現在本作における日本での脅迫事件の関連について、UIPの日本においての後身となっている東宝東和と東和ピクチャーズ、東宝の映画興行部門、六部興行、東宝系の直営映画館の後身となっているTOHOシネマズ、東京現像所の後身となっている東宝スタジオ、東宝ポストプロダクションセンター、TOHOアーカイブ、CIC・ビクター ビデオの後身となっているNBCユニバーサル・エンターテイメントジャパン、パラマウント・ピクチャーズ インターナショナル・リミテッド、パラマウント・ジャパン、スターチャンネルの後身となっているBS10スターチャンネルとは無関係だった。